# Wojciech Miłoszewski
Wojciech Miłoszewski (* 1980) ist ein polnischer Schriftsteller und Drehbuchautor.
Wojtek Miłoszewski, geboren als Wojciech Miłoszewski, war als Drehbuchautor an der polnischen HBO-Serie Wataha beteiligt. Sein Bruder ist der polnische Autor Zygmunt Miłoszewski.
Er ist 
- Co-Autor der Drehbücher für die Fernsehserien Wataha (2014) und Prokurator (mit seinem Bruder Zygmunt Miłoszewski, 2015) sowie für über 80 Folgen der paradokumentarischen Serie Policjantki i policjanci.
- Autor des Theaterstücks Rozkwaś Polaka! das 2012 vom Theater Praga unter Regie von Marta Ogrodzińska-Miłoszewska aufgeführt wurde.
- Autor des Romans Invasion aus dem Genre der politischen Fiktion (2017)
- Autor der bei Audioteka veröffentlichten Science-Fiction-Hörspielserie Galaxy, die auf seinem Drehbuch basiert.